# Notre-Dame (Vitry-le-François)

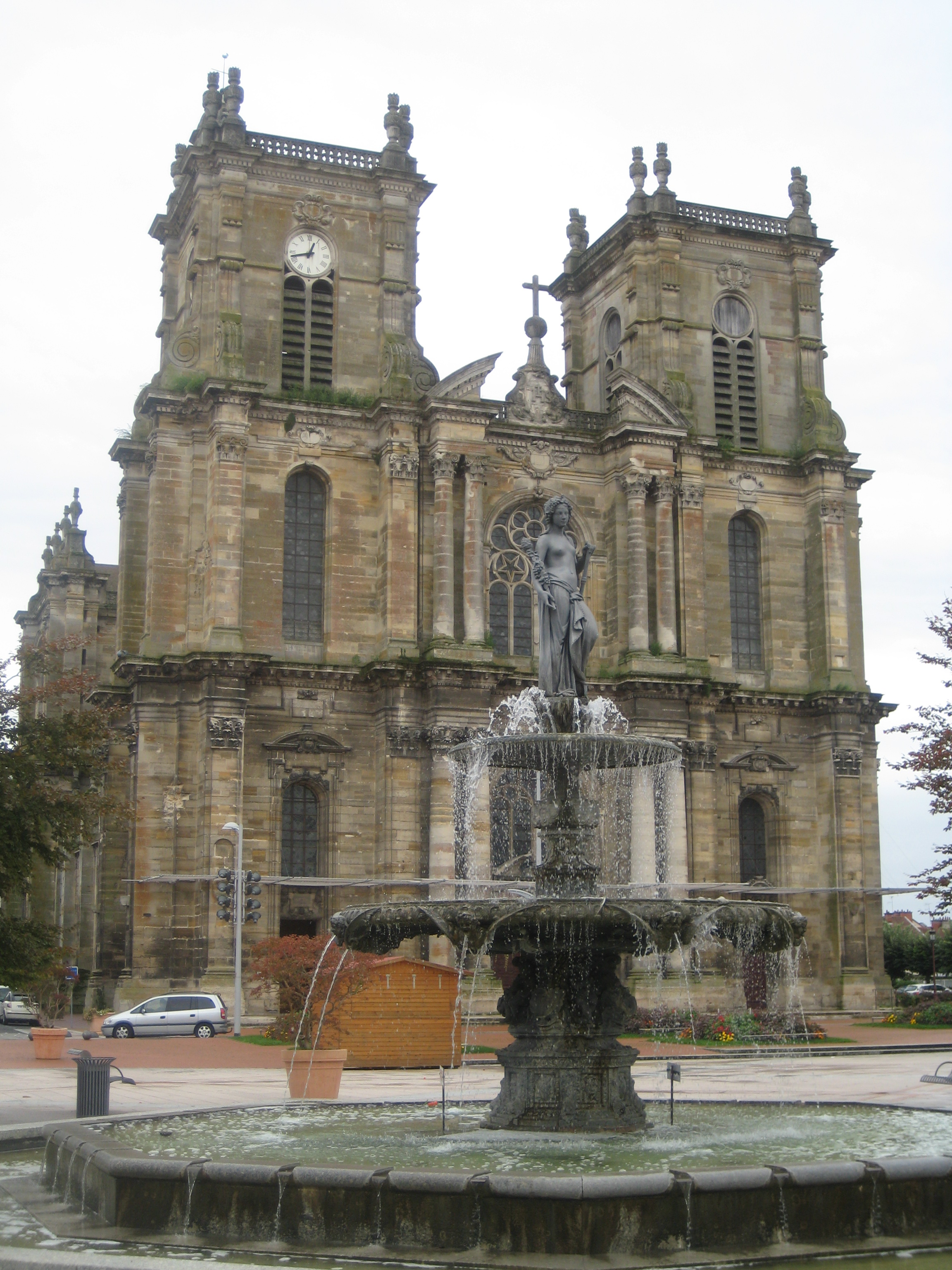
Stiftskirche von Vitry-le-Francois

Die Stiftskirche Notre-Dame in Vitry-le-François ist ein Barockbau, der typisch ist für den in Frankreich als klassizistisch bezeichneten Baustil. Sie ist die Hauptkirche der Stadt.

## Geschichte
Nach der Zerstörung der Vorgängersiedlung Vitry-en-Perthois durch Truppen Karls V. 1544 wurde die Stadt an ihrer jetzigen Stelle im planmäßigen Schachbrettmuster angelegt.
Zunächst konnte ab 1557 nur eine kleine Holzfachwerkkirche errichtet werden. Erst 1629 erfolgte die Grundsteinlegung der jetzigen Kirche. Um die erste Kirche weiter nutzen zu können, wurde die neue Kirche um die alte herum gebaut. Die Bauarbeiten begannen mit dem Nordturm und wurde mit den Seitenkapellen fortgeführt. 1683 kam der Südturm hinzu. Erst als 1755 der Neubau eingedeckt werden konnte, wurde mit dem Abriss der alten Holzkirche begonnen. Der Chor konnte allerdings erst Ende des 19. Jahrhunderts durch Monsignore Nottin vollendet werden.
Durch einen Bombenangriff 1940 brannte der Dachstuhl aus, wertvolle Teile der Innenausstattung konnten aber gerettet werden. Die Kirche ist ein typischer Bau des französischen Barock des 17. und 18. Jahrhunderts. Die Fassade ist klassisch aufgebaut. Die mittlere Fassade ist so breit wie jeweils die beiden Turmfassaden. Dieser Dreiteilung entsprechen wiederum die drei etwa gleich hohen Etagen der beiden Türme. Die Aufteilung wird durch Säulen und Gesimse akzentuiert. Die nüchterne Feierlichkeit im Innern geht wohl auf den Einfluss des Jansenismus zurück. Durch die Vierungskuppel und das hohe Querschiff sowie die großen muschelförmigen Fenster wirkt sie majestätisch und hell.

## Ausstattung

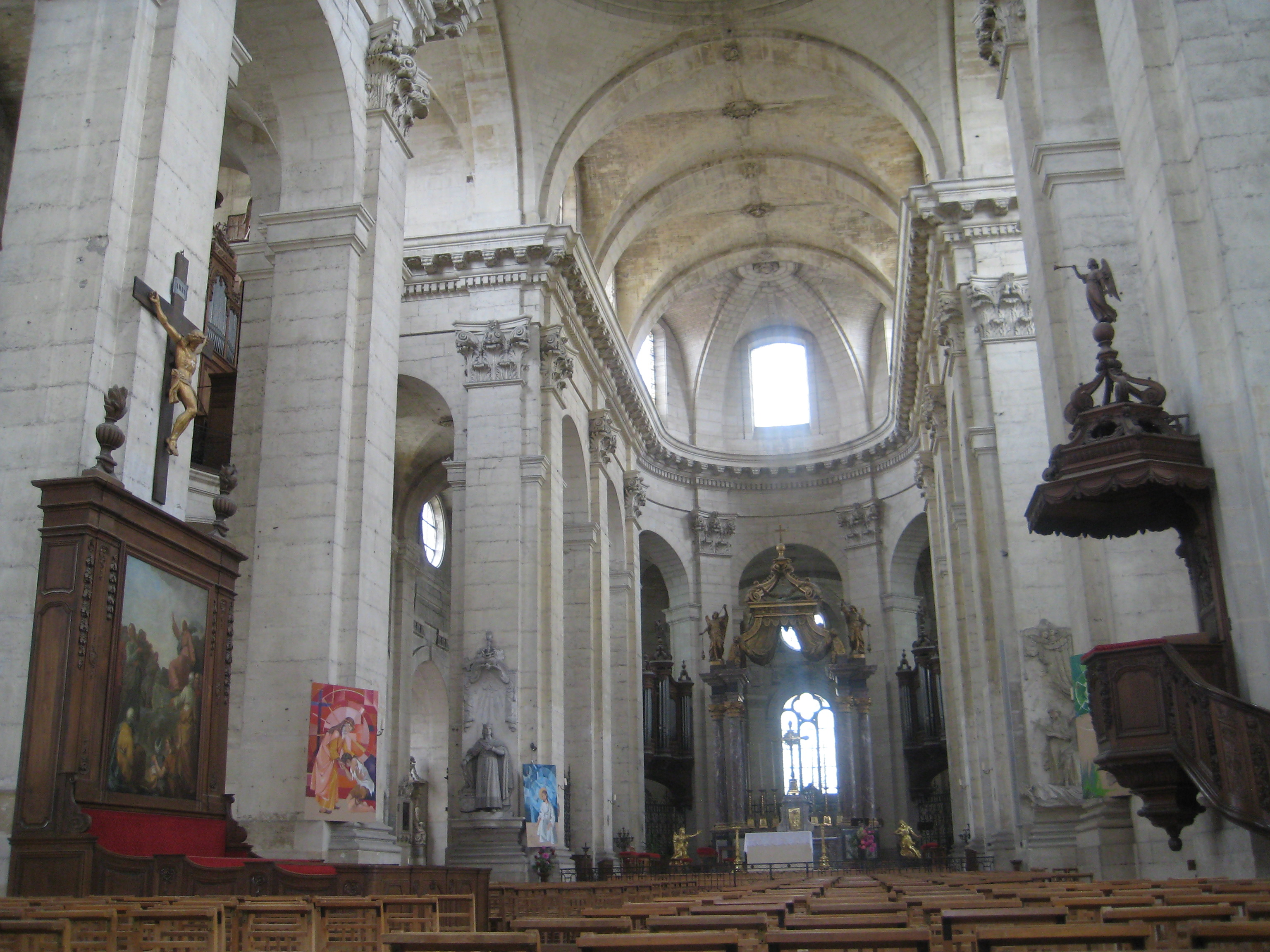
Inneres der Stiftskirche

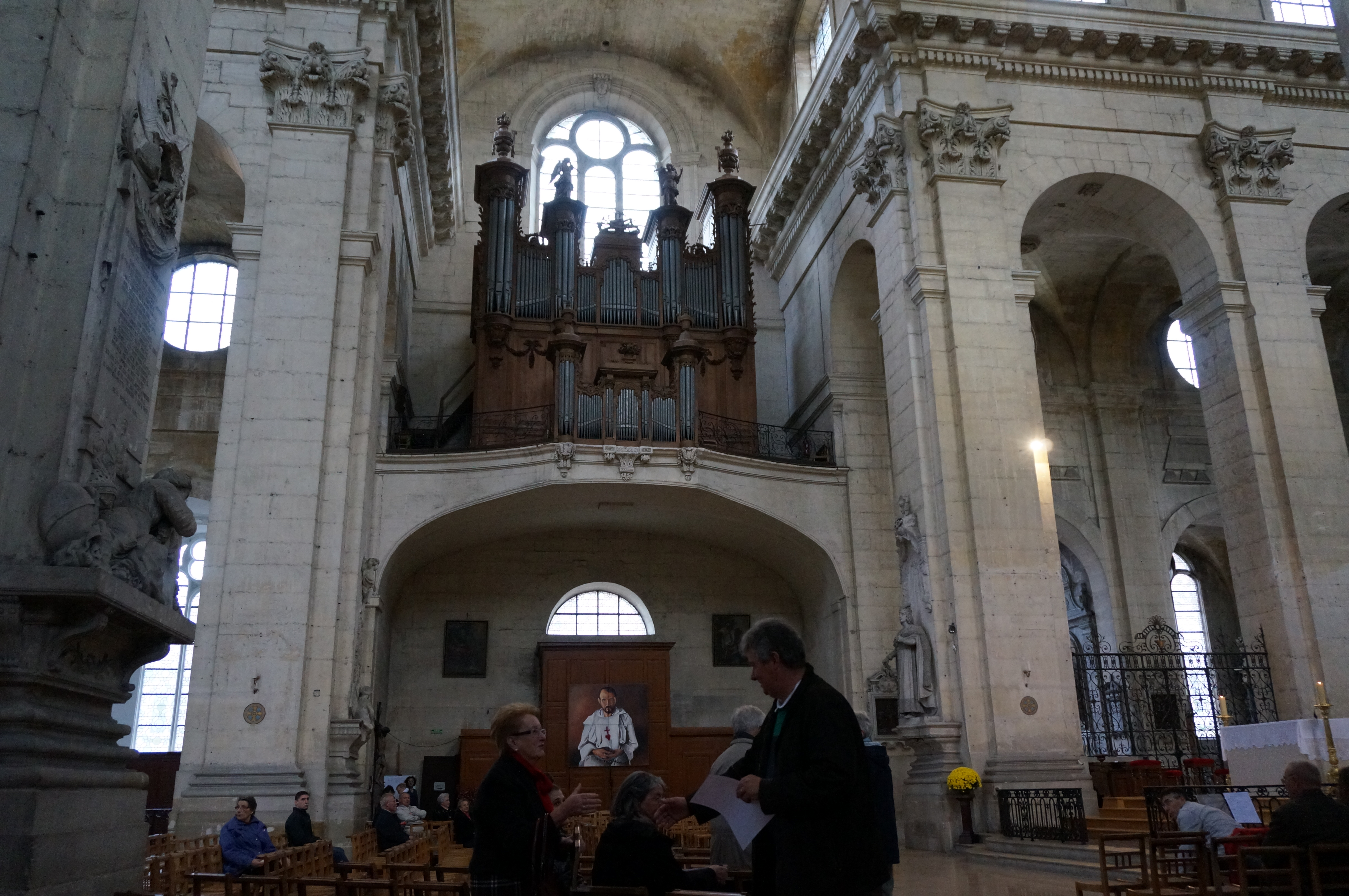
Die Orgel aus dem 18. Jahrhundert

Der Hochaltar wurde ursprünglich 1716 für eine Kirche in Reims geschaffen. 1792 wurde er in eine Kirche in Châlons-en-Champagne gebracht, zwei Jahre später aber weiterverkauft. 1875 wurde er schließlich für Notre-Dame in Vitry erworben. Der ursprüngliche Hauptaltar von 1791 aus verschiedenfarbigem Marmor befindet sich heute in der Sakramentskapelle. Über dem Gestühl hängt ein Gemälde von Louis-Simon Boizot von 1758, das die Bergpredigt zeigt.
Die Orgel wurde im 18. Jahrhundert von dem Orgelbauer Jacques Cochu für die Abteikirche Trois-Fontaines geschaffen. Sie wurde 1791 hier aufgestellt und in den folgenden Jahren immer wieder verändert. Durch den Bombenangriff im Zweiten Weltkrieg wurde sie beschädigt. 1983 konnte sie durch die Firma Haerpfer in den ursprünglichen Zustand von 1788 zurückversetzt werden. Sie hat 39 Register.
In den Seitenkapellen hängen weitere Gemälde des 17. und 18. Jahrhunderts, unter anderem von Jean Restout dem Jüngeren.